# (474093) 2016 KY3
(474093) 2016 KY3 es un asteroide perteneciente al cinturón de asteroides, descubierto el 1 de septiembre de 2000 por el equipo del Lincoln Near-Earth Asteroid Research desde el Laboratorio Lincoln, Socorro, Nuevo México.

## Designación y nombre
Designado provisionalmente como 2016 KY3.

## Características orbitales
2016 KY3 está situado a una distancia media del Sol de 2,565 ua, pudiendo alejarse hasta 3,041 ua y acercarse hasta 2,090 ua. Su excentricidad es 0,185 y la inclinación orbital 11,20 grados. Emplea 1501 días en completar una órbita alrededor del Sol.

## Características físicas
La magnitud absoluta de 2016 KY3 es 16,949.